# Вальтер Гайц
Вальтер Гайц (нім. Walter Heitz; 8 грудня 1878, Берлін — 9 лютого 1944, Красногорськ) — німецький воєначальник часів Третього Рейху, генерал-полковник Вермахту (1943). Кавалер Лицарського хреста Залізного хреста з Дубовим листям.

## Біографія
Військова кар'єра
- 7 березня 1898 — фанен-юнкер
- 25 листопада 1898 — фенріх
- 18 серпня 1899 — лейтенант
- 17 вересня 1909 — оберлейтенант
- 1 жовтня 1913 — гауптман
- 1 квітня 1922 — майор
- 1 листопада 1927 — оберстлейтенант
- 1 лютого 1930 — оберст
- 1 лютого 1933 — генерал-майор
- 1 жовтня 1934 — генерал-лейтенант
- 1 квітня 1937 — генерал артилерії
- 30 січня 1943 — генерал-полковник

У березні 1898 року вступив фанен-юнкером (кандидатом в офіцери) в артилерійський полк. Зустрів Першу світову війну на посаді командира батареї. З грудня 1916 — командир артилерійського дивізіону. Був нагороджений Залізними хрестами обох ступенів і ще двома орденами. Був поранений.
Після поразки служить в рейхсвері. З 1931 року — полковник і комендант Кенігсберга, в 1933 році став генерал-майором, з 1936 року — генерал-лейтенант і президент Імперського військового суду, з 1937 року — генерал артилерії.
Під час Польської кампанії (1939) з 12 вересня командував військами в Данцигу. З 25 жовтня 1939 року — командир 8-го армійського корпусу. Брав участь у Французькій кампанії (1940), по її завершенні з липня 1940 року по квітень 1941 року залишався на узбережжі Ла-Маншу, потім переведений на кордон з СРСР.
Під час нападу на СРСР командував 8-м армійським корпусом у складі 9-ї польової армії групи армій «Центр», брав участь в Білостоцько-Мінській і Смоленській битвах, потім у наступі на Москву. Восени 1941 року переведений в Париж, де керував військовою адміністрацією.
У квітні 1942 року 8-й армійський корпус повернувся на радянсько-німецький фронт і увійшов до складу 6-ї польової армії Паулюса зі складу групи армій «Південь». Брав участь у Сталінградській битві, разом з армією потрапив в оточення під Сталінградом, 21 грудня 1942 року отримав Лицарський хрест з дубовим листям, 30 січня 1943 року — звання генерал-полковника, але вже 31 січня потрапляє в полон.
Помер у радянському полоні. Причина смерті невідома. Вільгельм Адам у своїх мемуарах висловив думку, що Гайц помер від раку.

## Нагороди

### Перша світова війна
- Залізний хрест 2-го і 1-го класу
- Королівський орден дому Гогенцоллернів, лицарський хрест з мечами
- Ганзейський Хрест (Гамбург)
- Нагрудний знак «За поранення» в чорному

### Міжвоєнний період
- Хрест «За вислугу років» (Пруссія)
- Почесний хрест ветерана війни з мечами
- Медаль «За вислугу років у Вермахті» 4-го, 3-го, 2-го і 1-го класу (25 років)

### Друга світова війна
- Застібка до Залізного хреста
  - 2-го класу (10 жовтня 1939)
  - 1-го класу (19 березня 1940)
- Лицарський хрест Залізного хреста з дубовим листям
  - лицарський хрест (4 вересня 1940)
  - дубове листя (№156; 21 грудня 1942)
- Німецький хрест в золоті (22 квітня 1942)
- Медаль «За зимову кампанію на Сході 1941/42»